# Sarah van Gulik
Sarah van Gulik (* 19. Februar 1990 in Zoetermeer) ist eine ehemalige niederländische Handballspielerin, die zuletzt für den deutschen Bundesligisten HSG Bensheim/Auerbach auflief.

## Karriere
Sie begann mit dem Handball beim niederländischen Verein SV Gemini Zoetermeer. Nach ihrer Jugendspielzeit spielte sie bis Februar 2012 für den niederländischen Verein HV Hellas. Im Februar wechselte sie zum deutschen Bundesligisten SVG Celle, den sie im Kampf um den Klassenerhalt unterstützen sollte. Nachdem Celle in der Saison 2011/12 abgestiegen war, unterschrieb sie einen Vertrag für zwei Jahre bei Aalborg DH in Dänemark. Jedoch musste Aalborg in dieser Saison Insolvenz anmelden, weshalb sie direkt im ersten Jahr ihre Rückkehr nach Deutschland zur HSG Bad Wildungen bekannt gab. 2016 ging sie zur HSG Bensheim/Auerbach in die 2. Bundesliga, mit dem sie in der Saison 2016/17 Meister wurde und in die 1. Bundesliga aufstieg. Nach der Saison 2023/24 beendete sie ihre Karriere.
2022 wurde sie Jugendkoordinatorin bei der HSG Bensheim/Auerbach.
Mit den Niederlanden nahm sie 2010 an der U-20-Weltmeisterschaft teil und belegte den 6. Platz.

## Privates
Sie studierte soziale Arbeit in Darmstadt und arbeitet in einem Kindergarten. Sie ist mit dem deutschen Handballtrainer Thomas Zeitz verlobt.